# Eldsnabbvinge
Eldsnabbvinge, Thecla betulae, är en fjärilsart i familjen juvelvingar. Vingspannet varierar mellan 28 och 40 millimeter, på olika individer. (i äldre litteratur är dess svenska namn Björksnabbvinge)

## Beskrivning

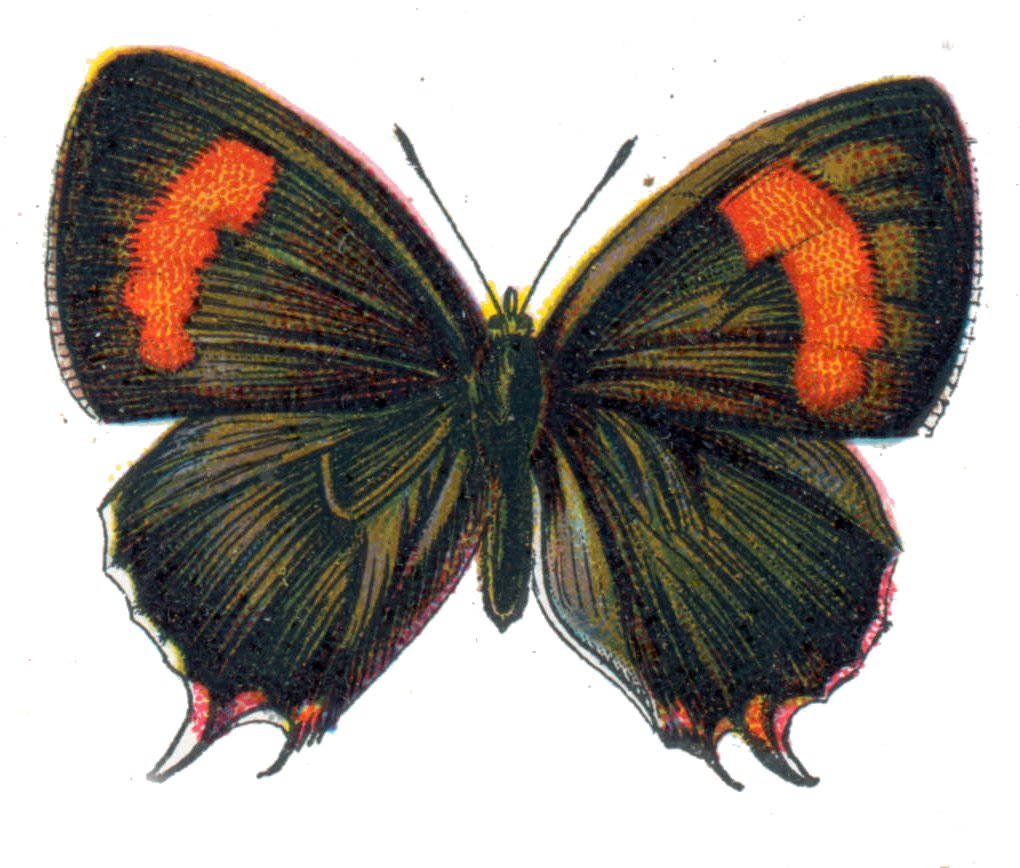
Eldsnabbvinge, honans ovansida

Både hanen och honan är mörkbruna på ovansidan och har ett svansutskott på bakvingen. Utskottet samt vingspetsen längst bak är orange. Honan har tvärsöver framvingen ett orange fält. Hanen har en svag antydan till fält på samma ställe. Undersidan hos båda könen är gulorange och rödorange, något mer dämpad nyans hos hanen, med smala vita och svarta linjer tvärs över både fram- och bakvingen. Larven är grön med några smala ljusare längsgående linjer och smala diagonala streck på sidorna. Den blir upp till 20 millimeter lång.
Värdväxter för eldsnabbvinge är olika arter i plommonsläktet, bland annat hägg och slån, men även andra växtsläkten.
Flygtiden är vanligen från augusti till september, men kan variera beroende på geografi och klimat.

## Utbredning
Eldsnabbvingens utbredningsområde sträcker sig i Europa från södra delarna av brittiska öarna och österut, med en sydlig utbredningsgräns i norra Spanien, centrala Italien och norra Grekland, och en nordlig gräns i södra Skandinavien. Utbredningsområdet fortsätter från Europa genom Sibirien till norra Kina, Korea och området kring Amur. I Norden finns den i Danmark, i södra Sverige upp till Hälsingland samt i sydvästligaste Finland. Dess habitat är i skogsbryn och buskmarker.